# The Haunting (1963)
The Haunting is een Brits-Amerikaanse horrorfilm uit 1963 onder regie van Robert Wise. Het scenario is gebaseerd op de roman The Haunting of Hill House van de Amerikaanse schrijfster Shirley Jackson. Een latere verfilming van het boek onder regie van Jan de Bont dateert uit 1999.

## Verhaal
Dr. John Markway is een wetenschapper die al vele jaren gefascineerd is door huizen waarin bovennatuurlijke zaken gebeuren. Het sinistere Hill House heeft daarin zijn bijzondere aandacht getrokken. Dr. Markway introduceert het huis aan de kijker aan het begin van het verhaal. Het huis werd gebouwd door een bijzondere architect die er onorthodoxe ideeën op nahield, in opdracht van de grote magnaat Hugh Crain, en opgeleverd in oktober 1873. Hugh Crain liet het bouwen als cadeau voor zijn vrouw. Toen zijn vrouw in een koets naar hun nieuwe huis reed, sloegen de paarden op hol in de bocht nét voor ze het huis kon zien. De koets knalde tegen een boom, en de vrouw was op slag dood nog voor ze het huis gezien had. Crain bleef met zijn dochtertje Abigail in het huis achter. Crain hertrouwde, maar ook zijn tweede vrouw stierf vrij kort nadat ze het huis betrad door een val van de trap.
Crain vertrok daarop om elders in Amerika te gaan wonen, maar stierf binnen korte tijd door verdrinking. Het jonge dochtertje bleef echter tot op hoge leeftijd in het huis wonen. De kinderkamer bleef steevast haar vaste verblijfplaats, ook toen ze op den duur te oud werd om nog voor zichzelf te zorgen. Na haar overlijden ging het huis over in handen van haar gezelschapsdame. Die verhing zich echter doordat het huis haar tot waanzin dreef. Het huis kwam in handen van ene mevrouw Sanderson (een vrouwelijk familielid van de gezelschapsdame).
Op een dag komt Dr. Markway bij haar langs om te vragen of hij het huis voor twee weken mag lenen. Hij wil een experiment doen naar de bovennatuurlijke verschijnselen in het huis. Hij krijgt toestemming, en stuurt een stuk of zes mensen een uitnodiging om "voor een experiment" twee weken naar het huis te komen. Vijf van hen heeft hij geselecteerd uit een groep van mensen die ooit paranormale ervaringen hebben gehad, en nummer zes is Luke, de neef van de eigenaresse. 
Er komen uiteindelijk drie mensen daadwerkelijk naar het huis; de nerveuze Eleonore ("Nell") die voor het eerst in haar leven iets spannends meemaakt, de paranormale Theodore ("Theo") die gedachten kan lezen, en de eerdergenoemde Luke, die niet in het bovennatuurlijke gelooft, en vooral geïnteresseerd is in hoe zijn toekomstig eigendom eruitziet. De overige aangeschrevenen durfden niet meer te komen opdagen nadat ze de geschiedenis van het huis gehoord hadden.
Meteen de eerste avond al merken Dr. Markway en zijn gasten dat het in het huis niet pluis is. En na een paar dagen is zelfs Luke daarvan overtuigd. Het huis heeft een eigen wil, en wie niet sterk genoeg in zijn schoenen staat, zal die wil niet kunnen weerstaan.

## Rolverdeling
| Acteur            | Personage         |
| ----------------- | ----------------- |
| Julie Harris      | Eleanor Lance     |
| Claire Bloom      | Theodora          |
| Richard Johnson   | Dr. John Markway  |
| Russ Tamblyn      | Luke Sanderson    |
| Fay Compton       | Mevrouw Sanderson |
| Rosalie Crutchley | Mevrouw Dudley    |
| Lois Maxwell      | Grace Markway     |
| Valentine Dyall   | Mijnheer Dudley   |
| Diane Clare       | Carrie Fredericks |
| Ronald Adam       | Eldridge Harper   |